# Ugiodes cinerea
Ugiodes cinerea là một loài bướm đêm trong họ Noctuidae.